# Victor Cousin
Victor Cousin, född 28 november 1792 i Paris, död 14 januari 1867 i Cannes, var en fransk filosof, politiker och skriftställare, som införde filosofins historia som disciplin i den franskspråkiga världen. 

## Biografi
Victor Cousin blev 1812 lärare vid École Normale Supérieure i Paris och 1816 därtill föreläsare i filosofi vid Sorbonne. Under en resa till Tyskland 1817 lärde han känna detta lands filosofi, och höll föreläsningar över detta 1818–1822 vid Sorbonne och École Normale Supérieure. Eftersom han tillämpade de tyska filosofernas satser på politiska förhållanden, avskedade regeringen honom sistnämnda år från hans lärartjänster. Därefter sysselsatte han sig med enskild undervisning till 1824, då han företog en ny studieresa till Tyskland. 
År 1827 återfick han sin lärostol vid École Normale Supérieure och invaldes 1830 i Franska akademien (stol 5) som efterträdare till Joseph Fourier. Efter julirevolutionen sistnämnda år belönades han med åtskilliga förtroendeuppdrag och hedersbetygelser. Så blev han 1831 medlem av conseil d'état, 1832 direktör för École Normale Supérieure och pär av Frankrike samt 1840 undervisningsminister i Adolphe Thiers kabinett, en post han emellertid lämnade redan efter några månader. Därefter deltog han inte i det offentliga livet förrän 1848. Från 1849 till sin död den 14 januari 1867 ägnade Cousin sig uteslutande åt studier och skriftställarverksamhet.

## Verk
Cousins främsta arbeten, av vilka åtskilliga räknas till den franska litteraturens mästerverk, är utredningar av Aristoteles metafysik, tolkningar av Blaise Pascals och John Lockes teorier, beskrivningar av filosofins historia under modern tid, böcker om litterära salonger och lärda sällskap i Frankrike samt verk om estetik. Dessutom utgav han editioner av Proklos (1820–1827) och av Descartes (1826) samt en översättning av Platons skrifter (1825–1840). Han var även en flitig medarbetare i flera tidskrifter, bland annat Revue des Deux Mondes. 
Cousin var i sin ungdom en entusiastisk talare som ryckte ungdomen med sig; men när han efter revolutionen 1830 blivit den officielle ledaren för all filosofisk undervisning i Frankrike, dämpades naturligen hans dristighet genom den yttre ställningen och därjämte genom hans historiska studier. Hans undervisning hade påtagligen en historisk prägel, och han kan sägas ha infört filosofins historia i den franska bildningen. 
Hans egna filosofiska åsikter utgjordes av en eklekticism, i vilken element sammangöts från äldre fransk idealism, skottarnas psykologi (Thomas Reid) och tysk metafysik, särskilt Friedrich von Schellings och Hegels, men även Immanuel Kant och Friedrich Heinrich Jacobi. Han grundlade i den franska filosofin en riktning, som brukar kallas den eklektiska skolan och som genom undervisningen vid statens läroanstalter länge utövade ett synnerligen starkt inflytande på den franska bildningen.